# Simas de Benaocaz
Las Simas de Benaocaz son un conjunto de grietas naturales en las montañas que separan Benaocaz de Ubrique, en la provincia de Cádiz.

## Interior
Las exploraciones espeleológicas han descubierto un gran número de piezas cerámicas y objetos neolíticos en su interior, que parecen responder a una ocupación importante de la zona entre el V y el III milenio a. C.
En la Sima de la Veredilla se han encontrado restos cerámicos y líticos del Neolítico (VI milenio a. C.).